# بطولة تونس لكرة السلة للرجال 1993–94
بطولة تونس لكرة السلة للرجال 1993–94 هو الموسم رقم 39 من بطولة تونس لكرة السلة للرجال.

فاز بهذا الموسم الزهراء الرياضية.

## روابط خارجية
- الموقع الرسمي للجامعة التونسية لكرة السلة.